# Rut Carballido Lopez
Rut Carballido Lopez es una microbiologista de origen español. Dirige el equipo de desarrollo de las células procariotas en el Instituto Micalis, una unidad mixta de investigación que asocia la INRA y AgroParisTech. Es miembro de la Organización europea de biología molecular. Recibió el premio Irène-Joliot-Curie joven mujer científica en 2015 para sus trabajos sobre los roles de las actinas bacterianas en diferentes procesos celulares, sobre todo en la morfogénesis, para comprender mejor cómo la pared de las bacterias está controlada y cuál es el rol del citoesqueleto en este proceso,

## Publicaciones
. pp. 888-909. Falta el |título= (ayuda)